# Famille d'Orléans-Longueville
La famille d'Orléans-Longueville est une branche bâtarde de la maison royale de France, issue de Jean d'Orléans, comte de Dunois. 
Elle a été la maison régnante du pays de Neuchâtel entre 1504 et 1707, et gouverna aussi le duché de Longueville, le comté de Tancarville et la vicomté de Melun.

## Historique
La famille d'Orléans-Longueville est une branche bâtarde de la maison royale de France, issue de  Jean d'Orléans (1402-1468), fils illégitime du duc Louis Ier, chef de la maison d'Orléans, branche cadette de la maison de Valois, frère de Charles VI, et de Mariette d'Enghien, dame de Wiege et de Fagnoles. En 1443, Jean reçoit les comtés de Dunois (1439), puis de Longueville (1443, devenu duché en 1505), au sud de Dieppe.
Louis († 1516), son petit-fils, épouse, en 1504, Jeanne de Hochberg, héritière du comté de Neuchâtel. Rares sont les princes issus de cette famille qui se sont rendus sur leurs terres neuchâteloises, ce sont plutôt leurs épouses qui gouvernent Neuchâtel.
Marie de Nemours, fille d'Henri II est la dernière membre de la famille à la tête de la principauté de Neuchâtel. Cette dernière revient au roi de Prusse, en 1707. Le duché de Longueville quant à lui revient à la couronne française.

## Filiation
|                                                        |                                                        |                                                        |                                                        | Louis Ier (1372-1407), duc d'Orléans                   | Louis Ier (1372-1407), duc d'Orléans                   | Louis Ier (1372-1407), duc d'Orléans | Louis Ier (1372-1407), duc d'Orléans | Louis Ier (1372-1407), duc d'Orléans                      | Louis Ier (1372-1407), duc d'Orléans                      |                                                           |                                                           | Mariette d'Enghien                                        | Mariette d'Enghien                                        | Mariette d'Enghien                             | Mariette d'Enghien                             | Mariette d'Enghien                             | Mariette d'Enghien                             |                                          |                                          |                                               |                                               |                                               |                                               |                                               |                                               |                                           |                                           |                                              |                                              |                                              |                                              |                                              |                                              |                                           |                                           |                                           |                                           |                              |                              |                                 |                                 |                                 |                                 |                                                                                    |                                                                                    |                                                                                    |                                                                                    |                                                                                    |                                                                                    |                            |                            |                             |                             |                             |                             |                             |                             |                         |                         |                                                                               |                                                                               |                                                                               |                                                                               |                                                                               |                                                                               |                                           |                                           |                                           |                                           |                                     |                                     |                                     |                                     |                   |                   |                        |                        |                        |                        |                        |                        |  |  |  |  |
|                                                        |                                                        |                                                        |                                                        | Louis Ier (1372-1407), duc d'Orléans                   | Louis Ier (1372-1407), duc d'Orléans                   | Louis Ier (1372-1407), duc d'Orléans | Louis Ier (1372-1407), duc d'Orléans | Louis Ier (1372-1407), duc d'Orléans                      | Louis Ier (1372-1407), duc d'Orléans                      |                                                           |                                                           | Mariette d'Enghien                                        | Mariette d'Enghien                                        | Mariette d'Enghien                             | Mariette d'Enghien                             | Mariette d'Enghien                             | Mariette d'Enghien                             |                                          |                                          |                                               |                                               |                                               |                                               |                                               |                                               |                                           |                                           |                                              |                                              |                                              |                                              |                                              |                                              |                                           |                                           |                                           |                                           |                              |                              |                                 |                                 |                                 |                                 |                                                                                    |                                                                                    |                                                                                    |                                                                                    |                                                                                    |                                                                                    |                            |                            |                             |                             |                             |                             |                             |                             |                         |                         |                                                                               |                                                                               |                                                                               |                                                                               |                                                                               |                                                                               |                                           |                                           |                                           |                                           |                                     |                                     |                                     |                                     |                   |                   |                        |                        |                        |                        |                        |                        |  |  |  |  |
|                                                        |                                                        |                                                        |                                                        |                                                        |                                                        |                                      |                                      |                                                           |                                                           |                                                           |                                                           |                                                           |                                                           |                                                |                                                |                                                |                                                |                                          |                                          |                                               |                                               |                                               |                                               |                                               |                                               |                                           |                                           |                                              |                                              |                                              |                                              |                                              |                                              |                                           |                                           |                                           |                                           |                              |                              |                                 |                                 |                                 |                                 |                                                                                    |                                                                                    |                                                                                    |                                                                                    |                                                                                    |                                                                                    |                            |                            |                             |                             |                             |                             |                             |                             |                         |                         |                                                                               |                                                                               |                                                                               |                                                                               |                                                                               |                                                                               |                                           |                                           |                                           |                                           |                                     |                                     |                                     |                                     |                   |                   |                        |                        |                        |                        |                        |                        |  |  |  |  |
|                                                        |                                                        |                                                        |                                                        |                                                        |                                                        |                                      |                                      | Jean de Dunois (1403-1468) (bâtard), comte de Longueville | Jean de Dunois (1403-1468) (bâtard), comte de Longueville | Jean de Dunois (1403-1468) (bâtard), comte de Longueville | Jean de Dunois (1403-1468) (bâtard), comte de Longueville | Jean de Dunois (1403-1468) (bâtard), comte de Longueville | Jean de Dunois (1403-1468) (bâtard), comte de Longueville |                                                |                                                | Marie d'Harcourt                               | Marie d'Harcourt                               | Marie d'Harcourt                         | Marie d'Harcourt                         | Marie d'Harcourt                              | Marie d'Harcourt                              |                                               |                                               |                                               |                                               |                                           |                                           |                                              |                                              |                                              |                                              |                                              |                                              |                                           |                                           |                                           |                                           |                              |                              |                                 |                                 |                                 |                                 |                                                                                    |                                                                                    |                                                                                    |                                                                                    |                                                                                    |                                                                                    |                            |                            |                             |                             |                             |                             |                             |                             |                         |                         |                                                                               |                                                                               |                                                                               |                                                                               |                                                                               |                                                                               |                                           |                                           |                                           |                                           |                                     |                                     |                                     |                                     |                   |                   |                        |                        |                        |                        |                        |                        |  |  |  |  |
|                                                        |                                                        |                                                        |                                                        |                                                        |                                                        |                                      |                                      | Jean de Dunois (1403-1468) (bâtard), comte de Longueville | Jean de Dunois (1403-1468) (bâtard), comte de Longueville | Jean de Dunois (1403-1468) (bâtard), comte de Longueville | Jean de Dunois (1403-1468) (bâtard), comte de Longueville | Jean de Dunois (1403-1468) (bâtard), comte de Longueville | Jean de Dunois (1403-1468) (bâtard), comte de Longueville |                                                |                                                | Marie d'Harcourt                               | Marie d'Harcourt                               | Marie d'Harcourt                         | Marie d'Harcourt                         | Marie d'Harcourt                              | Marie d'Harcourt                              |                                               |                                               |                                               |                                               |                                           |                                           |                                              |                                              |                                              |                                              |                                              |                                              |                                           |                                           |                                           |                                           |                              |                              |                                 |                                 |                                 |                                 |                                                                                    |                                                                                    |                                                                                    |                                                                                    |                                                                                    |                                                                                    |                            |                            |                             |                             |                             |                             |                             |                             |                         |                         |                                                                               |                                                                               |                                                                               |                                                                               |                                                                               |                                                                               |                                           |                                           |                                           |                                           |                                     |                                     |                                     |                                     |                   |                   |                        |                        |                        |                        |                        |                        |  |  |  |  |
|                                                        |                                                        |                                                        |                                                        |                                                        |                                                        |                                      |                                      |                                                           |                                                           |                                                           |                                                           |                                                           |                                                           |                                                |                                                |                                                |                                                |                                          |                                          |                                               |                                               |                                               |                                               |                                               |                                               |                                           |                                           |                                              |                                              |                                              |                                              |                                              |                                              |                                           |                                           |                                           |                                           |                              |                              |                                 |                                 |                                 |                                 |                                                                                    |                                                                                    |                                                                                    |                                                                                    |                                                                                    |                                                                                    |                            |                            |                             |                             |                             |                             |                             |                             |                         |                         |                                                                               |                                                                               |                                                                               |                                                                               |                                                                               |                                                                               |                                           |                                           |                                           |                                           |                                     |                                     |                                     |                                     |                   |                   |                        |                        |                        |                        |                        |                        |  |  |  |  |
|                                                        |                                                        |                                                        |                                                        |                                                        |                                                        |                                      |                                      |                                                           |                                                           |                                                           |                                                           | François Ier (1447-1491), comte de Longueville            | François Ier (1447-1491), comte de Longueville            | François Ier (1447-1491), comte de Longueville | François Ier (1447-1491), comte de Longueville | François Ier (1447-1491), comte de Longueville | François Ier (1447-1491), comte de Longueville |                                          |                                          | Agnès de Savoie                               | Agnès de Savoie                               | Agnès de Savoie                               | Agnès de Savoie                               | Agnès de Savoie                               | Agnès de Savoie                               |                                           |                                           |                                              |                                              |                                              |                                              |                                              |                                              |                                           |                                           |                                           |                                           |                              |                              |                                 |                                 |                                 |                                 |                                                                                    |                                                                                    |                                                                                    |                                                                                    |                                                                                    |                                                                                    |                            |                            |                             |                             |                             |                             |                             |                             |                         |                         |                                                                               |                                                                               |                                                                               |                                                                               |                                                                               |                                                                               |                                           |                                           |                                           |                                           |                                     |                                     |                                     |                                     |                   |                   |                        |                        |                        |                        |                        |                        |  |  |  |  |
|                                                        |                                                        |                                                        |                                                        |                                                        |                                                        |                                      |                                      |                                                           |                                                           |                                                           |                                                           | François Ier (1447-1491), comte de Longueville            | François Ier (1447-1491), comte de Longueville            | François Ier (1447-1491), comte de Longueville | François Ier (1447-1491), comte de Longueville | François Ier (1447-1491), comte de Longueville | François Ier (1447-1491), comte de Longueville |                                          |                                          | Agnès de Savoie                               | Agnès de Savoie                               | Agnès de Savoie                               | Agnès de Savoie                               | Agnès de Savoie                               | Agnès de Savoie                               |                                           |                                           |                                              |                                              |                                              |                                              |                                              |                                              |                                           |                                           |                                           |                                           |                              |                              |                                 |                                 |                                 |                                 |                                                                                    |                                                                                    |                                                                                    |                                                                                    |                                                                                    |                                                                                    |                            |                            |                             |                             |                             |                             |                             |                             |                         |                         |                                                                               |                                                                               |                                                                               |                                                                               |                                                                               |                                                                               |                                           |                                           |                                           |                                           |                                     |                                     |                                     |                                     |                   |                   |                        |                        |                        |                        |                        |                        |  |  |  |  |
|                                                        |                                                        |                                                        |                                                        |                                                        |                                                        |                                      |                                      |                                                           |                                                           |                                                           |                                                           |                                                           |                                                           |                                                |                                                |                                                |                                                |                                          |                                          |                                               |                                               |                                               |                                               |                                               |                                               |                                           |                                           |                                              |                                              |                                              |                                              |                                              |                                              |                                           |                                           |                                           |                                           |                              |                              |                                 |                                 |                                 |                                 |                                                                                    |                                                                                    |                                                                                    |                                                                                    |                                                                                    |                                                                                    |                            |                            |                             |                             |                             |                             |                             |                             |                         |                         |                                                                               |                                                                               |                                                                               |                                                                               |                                                                               |                                                                               |                                           |                                           |                                           |                                           |                                     |                                     |                                     |                                     |                   |                   |                        |                        |                        |                        |                        |                        |  |  |  |  |
|                                                        |                                                        |                                                        |                                                        |                                                        |                                                        |                                      |                                      |                                                           |                                                           |                                                           |                                                           |                                                           |                                                           |                                                |                                                |                                                |                                                |                                          |                                          |                                               |                                               |                                               |                                               |                                               |                                               |                                           |                                           |                                              |                                              |                                              |                                              |                                              |                                              |                                           |                                           |                                           |                                           |                              |                              |                                 |                                 |                                 |                                 |                                                                                    |                                                                                    |                                                                                    |                                                                                    |                                                                                    |                                                                                    |                            |                            |                             |                             |                             |                             |                             |                             |                         |                         |                                                                               |                                                                               |                                                                               |                                                                               |                                                                               |                                                                               |                                           |                                           |                                           |                                           |                                     |                                     |                                     |                                     |                   |                   |                        |                        |                        |                        |                        |                        |  |  |  |  |
| François II (1470-1512), comte puis duc de Longueville | François II (1470-1512), comte puis duc de Longueville | François II (1470-1512), comte puis duc de Longueville | François II (1470-1512), comte puis duc de Longueville | François II (1470-1512), comte puis duc de Longueville | François II (1470-1512), comte puis duc de Longueville |                                      |                                      | Françoise d'Alençon                                       | Françoise d'Alençon                                       | Françoise d'Alençon                                       | Françoise d'Alençon                                       | Françoise d'Alençon                                       | Françoise d'Alençon                                       |                                                |                                                | Jean (1484-1533), évêque d'Orléans             | Jean (1484-1533), évêque d'Orléans             | Jean (1484-1533), évêque d'Orléans       | Jean (1484-1533), évêque d'Orléans       | Jean (1484-1533), évêque d'Orléans            | Jean (1484-1533), évêque d'Orléans            |                                               |                                               | Louis Ier (1480-1516), duc de Longueville     | Louis Ier (1480-1516), duc de Longueville     | Louis Ier (1480-1516), duc de Longueville | Louis Ier (1480-1516), duc de Longueville | Louis Ier (1480-1516), duc de Longueville    | Louis Ier (1480-1516), duc de Longueville    |                                              |                                              | Jeanne de Hochberg                           | Jeanne de Hochberg                           | Jeanne de Hochberg                        | Jeanne de Hochberg                        | Jeanne de Hochberg                        | Jeanne de Hochberg                        |                              |                              |                                 |                                 |                                 |                                 |                                                                                    |                                                                                    |                                                                                    |                                                                                    |                                                                                    |                                                                                    |                            |                            |                             |                             |                             |                             |                             |                             |                         |                         |                                                                               |                                                                               |                                                                               |                                                                               |                                                                               |                                                                               |                                           |                                           |                                           |                                           |                                     |                                     |                                     |                                     |                   |                   |                        |                        |                        |                        |                        |                        |  |  |  |  |
| François II (1470-1512), comte puis duc de Longueville | François II (1470-1512), comte puis duc de Longueville | François II (1470-1512), comte puis duc de Longueville | François II (1470-1512), comte puis duc de Longueville | François II (1470-1512), comte puis duc de Longueville | François II (1470-1512), comte puis duc de Longueville |                                      |                                      | Françoise d'Alençon                                       | Françoise d'Alençon                                       | Françoise d'Alençon                                       | Françoise d'Alençon                                       | Françoise d'Alençon                                       | Françoise d'Alençon                                       |                                                |                                                | Jean (1484-1533), évêque d'Orléans             | Jean (1484-1533), évêque d'Orléans             | Jean (1484-1533), évêque d'Orléans       | Jean (1484-1533), évêque d'Orléans       | Jean (1484-1533), évêque d'Orléans            | Jean (1484-1533), évêque d'Orléans            |                                               |                                               | Louis Ier (1480-1516), duc de Longueville     | Louis Ier (1480-1516), duc de Longueville     | Louis Ier (1480-1516), duc de Longueville | Louis Ier (1480-1516), duc de Longueville | Louis Ier (1480-1516), duc de Longueville    | Louis Ier (1480-1516), duc de Longueville    |                                              |                                              | Jeanne de Hochberg                           | Jeanne de Hochberg                           | Jeanne de Hochberg                        | Jeanne de Hochberg                        | Jeanne de Hochberg                        | Jeanne de Hochberg                        |                              |                              |                                 |                                 |                                 |                                 |                                                                                    |                                                                                    |                                                                                    |                                                                                    |                                                                                    |                                                                                    |                            |                            |                             |                             |                             |                             |                             |                             |                         |                         |                                                                               |                                                                               |                                                                               |                                                                               |                                                                               |                                                                               |                                           |                                           |                                           |                                           |                                     |                                     |                                     |                                     |                   |                   |                        |                        |                        |                        |                        |                        |  |  |  |  |
|                                                        |                                                        |                                                        |                                                        |                                                        |                                                        |                                      |                                      |                                                           |                                                           |                                                           |                                                           |                                                           |                                                           |                                                |                                                |                                                |                                                |                                          |                                          |                                               |                                               |                                               |                                               |                                               |                                               |                                           |                                           |                                              |                                              |                                              |                                              |                                              |                                              |                                           |                                           |                                           |                                           |                              |                              |                                 |                                 |                                 |                                 |                                                                                    |                                                                                    |                                                                                    |                                                                                    |                                                                                    |                                                                                    |                            |                            |                             |                             |                             |                             |                             |                             |                         |                         |                                                                               |                                                                               |                                                                               |                                                                               |                                                                               |                                                                               |                                           |                                           |                                           |                                           |                                     |                                     |                                     |                                     |                   |                   |                        |                        |                        |                        |                        |                        |  |  |  |  |
|                                                        |                                                        |                                                        |                                                        |                                                        |                                                        |                                      |                                      |                                                           |                                                           |                                                           |                                                           |                                                           |                                                           |                                                |                                                |                                                |                                                |                                          |                                          |                                               |                                               |                                               |                                               |                                               |                                               |                                           |                                           |                                              |                                              |                                              |                                              |                                              |                                              |                                           |                                           |                                           |                                           |                              |                              |                                 |                                 |                                 |                                 |                                                                                    |                                                                                    |                                                                                    |                                                                                    |                                                                                    |                                                                                    |                            |                            |                             |                             |                             |                             |                             |                             |                         |                         |                                                                               |                                                                               |                                                                               |                                                                               |                                                                               |                                                                               |                                           |                                           |                                           |                                           |                                     |                                     |                                     |                                     |                   |                   |                        |                        |                        |                        |                        |                        |  |  |  |  |
| Jacques (1511-1512)                                    | Jacques (1511-1512)                                    | Jacques (1511-1512)                                    | Jacques (1511-1512)                                    | Jacques (1511-1512)                                    | Jacques (1511-1512)                                    |                                      |                                      | Renée (1508-1515)                                         | Renée (1508-1515)                                         | Renée (1508-1515)                                         | Renée (1508-1515)                                         | Renée (1508-1515)                                         | Renée (1508-1515)                                         |                                                |                                                | Louis II (1510-1537), duc de Longueville       | Louis II (1510-1537), duc de Longueville       | Louis II (1510-1537), duc de Longueville | Louis II (1510-1537), duc de Longueville | Louis II (1510-1537), duc de Longueville      | Louis II (1510-1537), duc de Longueville      |                                               |                                               | Marie de Guise                                | Marie de Guise                                | Marie de Guise                            | Marie de Guise                            | Marie de Guise                               | Marie de Guise                               |                                              |                                              | Claude (1508-1524), duc de Longueville       | Claude (1508-1524), duc de Longueville       | Claude (1508-1524), duc de Longueville    | Claude (1508-1524), duc de Longueville    | Claude (1508-1524), duc de Longueville    | Claude (1508-1524), duc de Longueville    |                              |                              | Charlotte                       | Charlotte                       | Charlotte                       | Charlotte                       | Charlotte                                                                          | Charlotte                                                                          |                                                                                    |                                                                                    | Philippe de Savoie-Nemours                                                         | Philippe de Savoie-Nemours                                                         | Philippe de Savoie-Nemours | Philippe de Savoie-Nemours | Philippe de Savoie-Nemours  | Philippe de Savoie-Nemours  |                             |                             | Jacqueline de Rohan-Gyé     | Jacqueline de Rohan-Gyé     | Jacqueline de Rohan-Gyé | Jacqueline de Rohan-Gyé | Jacqueline de Rohan-Gyé                                                       | Jacqueline de Rohan-Gyé                                                       |                                                                               |                                                                               | François (1513-1548), marquis de Rothelin                                     | François (1513-1548), marquis de Rothelin                                     | François (1513-1548), marquis de Rothelin | François (1513-1548), marquis de Rothelin | François (1513-1548), marquis de Rothelin | François (1513-1548), marquis de Rothelin |                                     |                                     | Françoise Blosset                   | Françoise Blosset                   | Françoise Blosset | Françoise Blosset | Françoise Blosset      | Françoise Blosset      |                        |                        |                        |                        |  |  |  |  |
| Jacques (1511-1512)                                    | Jacques (1511-1512)                                    | Jacques (1511-1512)                                    | Jacques (1511-1512)                                    | Jacques (1511-1512)                                    | Jacques (1511-1512)                                    |                                      |                                      | Renée (1508-1515)                                         | Renée (1508-1515)                                         | Renée (1508-1515)                                         | Renée (1508-1515)                                         | Renée (1508-1515)                                         | Renée (1508-1515)                                         |                                                |                                                | Louis II (1510-1537), duc de Longueville       | Louis II (1510-1537), duc de Longueville       | Louis II (1510-1537), duc de Longueville | Louis II (1510-1537), duc de Longueville | Louis II (1510-1537), duc de Longueville      | Louis II (1510-1537), duc de Longueville      |                                               |                                               | Marie de Guise                                | Marie de Guise                                | Marie de Guise                            | Marie de Guise                            | Marie de Guise                               | Marie de Guise                               |                                              |                                              | Claude (1508-1524), duc de Longueville       | Claude (1508-1524), duc de Longueville       | Claude (1508-1524), duc de Longueville    | Claude (1508-1524), duc de Longueville    | Claude (1508-1524), duc de Longueville    | Claude (1508-1524), duc de Longueville    |                              |                              | Charlotte                       | Charlotte                       | Charlotte                       | Charlotte                       | Charlotte                                                                          | Charlotte                                                                          |                                                                                    |                                                                                    | Philippe de Savoie-Nemours                                                         | Philippe de Savoie-Nemours                                                         | Philippe de Savoie-Nemours | Philippe de Savoie-Nemours | Philippe de Savoie-Nemours  | Philippe de Savoie-Nemours  |                             |                             | Jacqueline de Rohan-Gyé     | Jacqueline de Rohan-Gyé     | Jacqueline de Rohan-Gyé | Jacqueline de Rohan-Gyé | Jacqueline de Rohan-Gyé                                                       | Jacqueline de Rohan-Gyé                                                       |                                                                               |                                                                               | François (1513-1548), marquis de Rothelin                                     | François (1513-1548), marquis de Rothelin                                     | François (1513-1548), marquis de Rothelin | François (1513-1548), marquis de Rothelin | François (1513-1548), marquis de Rothelin | François (1513-1548), marquis de Rothelin |                                     |                                     | Françoise Blosset                   | Françoise Blosset                   | Françoise Blosset | Françoise Blosset | Françoise Blosset      | Françoise Blosset      |                        |                        |                        |                        |  |  |  |  |
|                                                        |                                                        |                                                        |                                                        |                                                        |                                                        |                                      |                                      |                                                           |                                                           |                                                           |                                                           |                                                           |                                                           |                                                |                                                |                                                |                                                |                                          |                                          |                                               |                                               |                                               |                                               |                                               |                                               |                                           |                                           |                                              |                                              |                                              |                                              |                                              |                                              |                                           |                                           |                                           |                                           |                              |                              |                                 |                                 |                                 |                                 |                                                                                    |                                                                                    |                                                                                    |                                                                                    |                                                                                    |                                                                                    |                            |                            |                             |                             |                             |                             |                             |                             |                         |                         |                                                                               |                                                                               |                                                                               |                                                                               |                                                                               |                                                                               |                                           |                                           |                                           |                                           |                                     |                                     |                                     |                                     |                   |                   |                        |                        |                        |                        |                        |                        |  |  |  |  |
|                                                        |                                                        |                                                        |                                                        |                                                        |                                                        |                                      |                                      |                                                           |                                                           |                                                           |                                                           |                                                           |                                                           |                                                |                                                |                                                |                                                |                                          |                                          |                                               |                                               |                                               |                                               |                                               |                                               |                                           |                                           |                                              |                                              |                                              |                                              |                                              |                                              |                                           |                                           |                                           |                                           |                              |                              |                                 |                                 |                                 |                                 |                                                                                    |                                                                                    |                                                                                    |                                                                                    |                                                                                    |                                                                                    |                            |                            |                             |                             |                             |                             |                             |                             |                         |                         |                                                                               |                                                                               |                                                                               |                                                                               |                                                                               |                                                                               |                                           |                                           |                                           |                                           |                                     |                                     |                                     |                                     |                   |                   |                        |                        |                        |                        |                        |                        |  |  |  |  |
|                                                        |                                                        |                                                        |                                                        |                                                        |                                                        |                                      |                                      |                                                           |                                                           |                                                           |                                                           |                                                           |                                                           |                                                |                                                |                                                |                                                |                                          |                                          | François III (1535-1551), comte de Neufchâtel | François III (1535-1551), comte de Neufchâtel | François III (1535-1551), comte de Neufchâtel | François III (1535-1551), comte de Neufchâtel | François III (1535-1551), comte de Neufchâtel | François III (1535-1551), comte de Neufchâtel |                                           |                                           | Louis Ier de Bourbon-Condé                   | Louis Ier de Bourbon-Condé                   | Louis Ier de Bourbon-Condé                   | Louis Ier de Bourbon-Condé                   | Louis Ier de Bourbon-Condé                   | Louis Ier de Bourbon-Condé                   |                                           |                                           | Françoise (1549-1601)                     | Françoise (1549-1601)                     | Françoise (1549-1601)        | Françoise (1549-1601)        | Françoise (1549-1601)           | Françoise (1549-1601)           |                                 |                                 | Léonor (1540-1573), prince de Neuchâtel, duc de Longueville                        | Léonor (1540-1573), prince de Neuchâtel, duc de Longueville                        | Léonor (1540-1573), prince de Neuchâtel, duc de Longueville                        | Léonor (1540-1573), prince de Neuchâtel, duc de Longueville                        | Léonor (1540-1573), prince de Neuchâtel, duc de Longueville                        | Léonor (1540-1573), prince de Neuchâtel, duc de Longueville                        |                            |                            | Marie de Bourbon-Saint-Pol  | Marie de Bourbon-Saint-Pol  | Marie de Bourbon-Saint-Pol  | Marie de Bourbon-Saint-Pol  | Marie de Bourbon-Saint-Pol  | Marie de Bourbon-Saint-Pol  |                         |                         | Jacques (1547)                                                                | Jacques (1547)                                                                | Jacques (1547)                                                                | Jacques (1547)                                                                | Jacques (1547)                                                                | Jacques (1547)                                                                |                                           |                                           | Maison d'Orléans-Rothelin (bâtarde)       | Maison d'Orléans-Rothelin (bâtarde)       | Maison d'Orléans-Rothelin (bâtarde) | Maison d'Orléans-Rothelin (bâtarde) | Maison d'Orléans-Rothelin (bâtarde) | Maison d'Orléans-Rothelin (bâtarde) |                   |                   |                        |                        |                        |                        |                        |                        |  |  |  |  |
|                                                        |                                                        |                                                        |                                                        |                                                        |                                                        |                                      |                                      |                                                           |                                                           |                                                           |                                                           |                                                           |                                                           |                                                |                                                |                                                |                                                |                                          |                                          | François III (1535-1551), comte de Neufchâtel | François III (1535-1551), comte de Neufchâtel | François III (1535-1551), comte de Neufchâtel | François III (1535-1551), comte de Neufchâtel | François III (1535-1551), comte de Neufchâtel | François III (1535-1551), comte de Neufchâtel |                                           |                                           | Louis Ier de Bourbon-Condé                   | Louis Ier de Bourbon-Condé                   | Louis Ier de Bourbon-Condé                   | Louis Ier de Bourbon-Condé                   | Louis Ier de Bourbon-Condé                   | Louis Ier de Bourbon-Condé                   |                                           |                                           | Françoise (1549-1601)                     | Françoise (1549-1601)                     | Françoise (1549-1601)        | Françoise (1549-1601)        | Françoise (1549-1601)           | Françoise (1549-1601)           |                                 |                                 | Léonor (1540-1573), prince de Neuchâtel, duc de Longueville                        | Léonor (1540-1573), prince de Neuchâtel, duc de Longueville                        | Léonor (1540-1573), prince de Neuchâtel, duc de Longueville                        | Léonor (1540-1573), prince de Neuchâtel, duc de Longueville                        | Léonor (1540-1573), prince de Neuchâtel, duc de Longueville                        | Léonor (1540-1573), prince de Neuchâtel, duc de Longueville                        |                            |                            | Marie de Bourbon-Saint-Pol  | Marie de Bourbon-Saint-Pol  | Marie de Bourbon-Saint-Pol  | Marie de Bourbon-Saint-Pol  | Marie de Bourbon-Saint-Pol  | Marie de Bourbon-Saint-Pol  |                         |                         | Jacques (1547)                                                                | Jacques (1547)                                                                | Jacques (1547)                                                                | Jacques (1547)                                                                | Jacques (1547)                                                                | Jacques (1547)                                                                |                                           |                                           | Maison d'Orléans-Rothelin (bâtarde)       | Maison d'Orléans-Rothelin (bâtarde)       | Maison d'Orléans-Rothelin (bâtarde) | Maison d'Orléans-Rothelin (bâtarde) | Maison d'Orléans-Rothelin (bâtarde) | Maison d'Orléans-Rothelin (bâtarde) |                   |                   |                        |                        |                        |                        |                        |                        |  |  |  |  |
|                                                        |                                                        |                                                        |                                                        |                                                        |                                                        |                                      |                                      |                                                           |                                                           |                                                           |                                                           |                                                           |                                                           |                                                |                                                |                                                |                                                |                                          |                                          |                                               |                                               |                                               |                                               |                                               |                                               |                                           |                                           |                                              |                                              |                                              |                                              |                                              |                                              |                                           |                                           |                                           |                                           |                              |                              |                                 |                                 |                                 |                                 |                                                                                    |                                                                                    |                                                                                    |                                                                                    |                                                                                    |                                                                                    |                            |                            |                             |                             |                             |                             |                             |                             |                         |                         |                                                                               |                                                                               |                                                                               |                                                                               |                                                                               |                                                                               |                                           |                                           |                                           |                                           |                                     |                                     |                                     |                                     |                   |                   |                        |                        |                        |                        |                        |                        |  |  |  |  |
|                                                        |                                                        |                                                        |                                                        |                                                        |                                                        |                                      |                                      |                                                           |                                                           |                                                           |                                                           |                                                           |                                                           |                                                |                                                |                                                |                                                |                                          |                                          |                                               |                                               |                                               |                                               |                                               |                                               |                                           |                                           |                                              |                                              |                                              |                                              |                                              |                                              |                                           |                                           |                                           |                                           |                              |                              |                                 |                                 |                                 |                                 |                                                                                    |                                                                                    |                                                                                    |                                                                                    |                                                                                    |                                                                                    |                            |                            |                             |                             |                             |                             |                             |                             |                         |                         |                                                                               |                                                                               |                                                                               |                                                                               |                                                                               |                                                                               |                                           |                                           |                                           |                                           |                                     |                                     |                                     |                                     |                   |                   |                        |                        |                        |                        |                        |                        |  |  |  |  |
|                                                        |                                                        |                                                        |                                                        |                                                        |                                                        |                                      |                                      |                                                           |                                                           |                                                           |                                                           |                                                           |                                                           |                                                |                                                |                                                |                                                |                                          |                                          | Catherine (1566-1638)                         | Catherine (1566-1638)                         | Catherine (1566-1638)                         | Catherine (1566-1638)                         | Catherine (1566-1638)                         | Catherine (1566-1638)                         |                                           |                                           | François III (1570-1631), comte de Saint-Pol | François III (1570-1631), comte de Saint-Pol | François III (1570-1631), comte de Saint-Pol | François III (1570-1631), comte de Saint-Pol | François III (1570-1631), comte de Saint-Pol | François III (1570-1631), comte de Saint-Pol |                                           |                                           | Anne de Caumont                           | Anne de Caumont                           | Anne de Caumont              | Anne de Caumont              | Anne de Caumont                 | Anne de Caumont                 |                                 |                                 | Henri Ier, prince de Neuchâtel, duc de Longueville                                 | Henri Ier, prince de Neuchâtel, duc de Longueville                                 | Henri Ier, prince de Neuchâtel, duc de Longueville                                 | Henri Ier, prince de Neuchâtel, duc de Longueville                                 | Henri Ier, prince de Neuchâtel, duc de Longueville                                 | Henri Ier, prince de Neuchâtel, duc de Longueville                                 |                            |                            | Catherine de Gonzague       | Catherine de Gonzague       | Catherine de Gonzague       | Catherine de Gonzague       | Catherine de Gonzague       | Catherine de Gonzague       |                         |                         | Marguerite (?-1615)                                                           | Marguerite (?-1615)                                                           | Marguerite (?-1615)                                                           | Marguerite (?-1615)                                                           | Marguerite (?-1615)                                                           | Marguerite (?-1615)                                                           |                                           |                                           | Éléonore (1573-1639)                      | Éléonore (1573-1639)                      | Éléonore (1573-1639)                | Éléonore (1573-1639)                | Éléonore (1573-1639)                | Éléonore (1573-1639)                |                   |                   | Antoinette (1573-1618) | Antoinette (1573-1618) | Antoinette (1573-1618) | Antoinette (1573-1618) | Antoinette (1573-1618) | Antoinette (1573-1618) |  |  |  |  |
|                                                        |                                                        |                                                        |                                                        |                                                        |                                                        |                                      |                                      |                                                           |                                                           |                                                           |                                                           |                                                           |                                                           |                                                |                                                |                                                |                                                |                                          |                                          | Catherine (1566-1638)                         | Catherine (1566-1638)                         | Catherine (1566-1638)                         | Catherine (1566-1638)                         | Catherine (1566-1638)                         | Catherine (1566-1638)                         |                                           |                                           | François III (1570-1631), comte de Saint-Pol | François III (1570-1631), comte de Saint-Pol | François III (1570-1631), comte de Saint-Pol | François III (1570-1631), comte de Saint-Pol | François III (1570-1631), comte de Saint-Pol | François III (1570-1631), comte de Saint-Pol |                                           |                                           | Anne de Caumont                           | Anne de Caumont                           | Anne de Caumont              | Anne de Caumont              | Anne de Caumont                 | Anne de Caumont                 |                                 |                                 | Henri Ier, prince de Neuchâtel, duc de Longueville                                 | Henri Ier, prince de Neuchâtel, duc de Longueville                                 | Henri Ier, prince de Neuchâtel, duc de Longueville                                 | Henri Ier, prince de Neuchâtel, duc de Longueville                                 | Henri Ier, prince de Neuchâtel, duc de Longueville                                 | Henri Ier, prince de Neuchâtel, duc de Longueville                                 |                            |                            | Catherine de Gonzague       | Catherine de Gonzague       | Catherine de Gonzague       | Catherine de Gonzague       | Catherine de Gonzague       | Catherine de Gonzague       |                         |                         | Marguerite (?-1615)                                                           | Marguerite (?-1615)                                                           | Marguerite (?-1615)                                                           | Marguerite (?-1615)                                                           | Marguerite (?-1615)                                                           | Marguerite (?-1615)                                                           |                                           |                                           | Éléonore (1573-1639)                      | Éléonore (1573-1639)                      | Éléonore (1573-1639)                | Éléonore (1573-1639)                | Éléonore (1573-1639)                | Éléonore (1573-1639)                |                   |                   | Antoinette (1573-1618) | Antoinette (1573-1618) | Antoinette (1573-1618) | Antoinette (1573-1618) | Antoinette (1573-1618) | Antoinette (1573-1618) |  |  |  |  |
|                                                        |                                                        |                                                        |                                                        |                                                        |                                                        |                                      |                                      |                                                           |                                                           |                                                           |                                                           |                                                           |                                                           |                                                |                                                |                                                |                                                |                                          |                                          |                                               |                                               |                                               |                                               |                                               |                                               |                                           |                                           |                                              |                                              |                                              |                                              |                                              |                                              |                                           |                                           |                                           |                                           |                              |                              |                                 |                                 |                                 |                                 |                                                                                    |                                                                                    |                                                                                    |                                                                                    |                                                                                    |                                                                                    |                            |                            |                             |                             |                             |                             |                             |                             |                         |                         |                                                                               |                                                                               |                                                                               |                                                                               |                                                                               |                                                                               |                                           |                                           |                                           |                                           |                                     |                                     |                                     |                                     |                   |                   |                        |                        |                        |                        |                        |                        |  |  |  |  |
|                                                        |                                                        |                                                        |                                                        |                                                        |                                                        |                                      |                                      |                                                           |                                                           |                                                           |                                                           |                                                           |                                                           |                                                |                                                |                                                |                                                |                                          |                                          |                                               |                                               |                                               |                                               | Louise de Bourbon                             | Louise de Bourbon                             | Louise de Bourbon                         | Louise de Bourbon                         | Louise de Bourbon                            | Louise de Bourbon                            |                                              |                                              | Henri II (1595-1663), prince de Neuchâtel    | Henri II (1595-1663), prince de Neuchâtel    | Henri II (1595-1663), prince de Neuchâtel | Henri II (1595-1663), prince de Neuchâtel | Henri II (1595-1663), prince de Neuchâtel | Henri II (1595-1663), prince de Neuchâtel |                              |                              | Anne-Geneviève de Bourbon-Condé | Anne-Geneviève de Bourbon-Condé | Anne-Geneviève de Bourbon-Condé | Anne-Geneviève de Bourbon-Condé | Anne-Geneviève de Bourbon-Condé                                                    | Anne-Geneviève de Bourbon-Condé                                                    |                                                                                    |                                                                                    | Léonor II (1605-1622)                                                              | Léonor II (1605-1622)                                                              | Léonor II (1605-1622)      | Léonor II (1605-1622)      | Léonor II (1605-1622)       | Léonor II (1605-1622)       |                             |                             |                             |                             |                         |                         |                                                                               |                                                                               |                                                                               |                                                                               |                                                                               |                                                                               |                                           |                                           |                                           |                                           |                                     |                                     |                                     |                                     |                   |                   |                        |                        |                        |                        |                        |                        |  |  |  |  |
|                                                        |                                                        |                                                        |                                                        |                                                        |                                                        |                                      |                                      |                                                           |                                                           |                                                           |                                                           |                                                           |                                                           |                                                |                                                |                                                |                                                |                                          |                                          |                                               |                                               |                                               |                                               | Louise de Bourbon                             | Louise de Bourbon                             | Louise de Bourbon                         | Louise de Bourbon                         | Louise de Bourbon                            | Louise de Bourbon                            |                                              |                                              | Henri II (1595-1663), prince de Neuchâtel    | Henri II (1595-1663), prince de Neuchâtel    | Henri II (1595-1663), prince de Neuchâtel | Henri II (1595-1663), prince de Neuchâtel | Henri II (1595-1663), prince de Neuchâtel | Henri II (1595-1663), prince de Neuchâtel |                              |                              | Anne-Geneviève de Bourbon-Condé | Anne-Geneviève de Bourbon-Condé | Anne-Geneviève de Bourbon-Condé | Anne-Geneviève de Bourbon-Condé | Anne-Geneviève de Bourbon-Condé                                                    | Anne-Geneviève de Bourbon-Condé                                                    |                                                                                    |                                                                                    | Léonor II (1605-1622)                                                              | Léonor II (1605-1622)                                                              | Léonor II (1605-1622)      | Léonor II (1605-1622)      | Léonor II (1605-1622)       | Léonor II (1605-1622)       |                             |                             |                             |                             |                         |                         |                                                                               |                                                                               |                                                                               |                                                                               |                                                                               |                                                                               |                                           |                                           |                                           |                                           |                                     |                                     |                                     |                                     |                   |                   |                        |                        |                        |                        |                        |                        |  |  |  |  |
|                                                        |                                                        |                                                        |                                                        |                                                        |                                                        |                                      |                                      |                                                           |                                                           |                                                           |                                                           |                                                           |                                                           |                                                |                                                |                                                |                                                |                                          |                                          |                                               |                                               |                                               |                                               |                                               |                                               |                                           |                                           |                                              |                                              |                                              |                                              |                                              |                                              |                                           |                                           |                                           |                                           |                              |                              |                                 |                                 |                                 |                                 |                                                                                    |                                                                                    |                                                                                    |                                                                                    |                                                                                    |                                                                                    |                            |                            |                             |                             |                             |                             |                             |                             |                         |                         |                                                                               |                                                                               |                                                                               |                                                                               |                                                                               |                                                                               |                                           |                                           |                                           |                                           |                                     |                                     |                                     |                                     |                   |                   |                        |                        |                        |                        |                        |                        |  |  |  |  |
|                                                        |                                                        |                                                        |                                                        |                                                        |                                                        |                                      |                                      |                                                           |                                                           |                                                           |                                                           |                                                           |                                                           |                                                |                                                |                                                |                                                |                                          |                                          |                                               |                                               |                                               |                                               |                                               |                                               |                                           |                                           |                                              |                                              |                                              |                                              |                                              |                                              |                                           |                                           |                                           |                                           |                              |                              |                                 |                                 |                                 |                                 |                                                                                    |                                                                                    |                                                                                    |                                                                                    |                                                                                    |                                                                                    |                            |                            |                             |                             |                             |                             |                             |                             |                         |                         |                                                                               |                                                                               |                                                                               |                                                                               |                                                                               |                                                                               |                                           |                                           |                                           |                                           |                                     |                                     |                                     |                                     |                   |                   |                        |                        |                        |                        |                        |                        |  |  |  |  |
|                                                        |                                                        |                                                        |                                                        |                                                        |                                                        |                                      |                                      |                                                           |                                                           |                                                           |                                                           | Henri de Savoie                                           | Henri de Savoie                                           | Henri de Savoie                                | Henri de Savoie                                | Henri de Savoie                                | Henri de Savoie                                |                                          |                                          | Marie (1625-1707)                             | Marie (1625-1707)                             | Marie (1625-1707)                             | Marie (1625-1707)                             | Marie (1625-1707)                             | Marie (1625-1707)                             |                                           |                                           | Louise (1626-1628)                           | Louise (1626-1628)                           | Louise (1626-1628)                           | Louise (1626-1628)                           | Louise (1626-1628)                           | Louise (1626-1628)                           |                                           |                                           | Charlotte-Louise (1644-1645)              | Charlotte-Louise (1644-1645)              | Charlotte-Louise (1644-1645) | Charlotte-Louise (1644-1645) | Charlotte-Louise (1644-1645)    | Charlotte-Louise (1644-1645)    |                                 |                                 | Jean-Louis Charles (1646-1694), prince souverain de Neufchâtel, duc de Longueville | Jean-Louis Charles (1646-1694), prince souverain de Neufchâtel, duc de Longueville | Jean-Louis Charles (1646-1694), prince souverain de Neufchâtel, duc de Longueville | Jean-Louis Charles (1646-1694), prince souverain de Neufchâtel, duc de Longueville | Jean-Louis Charles (1646-1694), prince souverain de Neufchâtel, duc de Longueville | Jean-Louis Charles (1646-1694), prince souverain de Neufchâtel, duc de Longueville |                            |                            | Marie-Gabrielle (1646-1650) | Marie-Gabrielle (1646-1650) | Marie-Gabrielle (1646-1650) | Marie-Gabrielle (1646-1650) | Marie-Gabrielle (1646-1650) | Marie-Gabrielle (1646-1650) |                         |                         | Charles-Paris (1649-1672), prince souverain de Neufchâtel, duc de Longueville | Charles-Paris (1649-1672), prince souverain de Neufchâtel, duc de Longueville | Charles-Paris (1649-1672), prince souverain de Neufchâtel, duc de Longueville | Charles-Paris (1649-1672), prince souverain de Neufchâtel, duc de Longueville | Charles-Paris (1649-1672), prince souverain de Neufchâtel, duc de Longueville | Charles-Paris (1649-1672), prince souverain de Neufchâtel, duc de Longueville |                                           |                                           | Madeleine d'Angennes                      | Madeleine d'Angennes                      | Madeleine d'Angennes                | Madeleine d'Angennes                | Madeleine d'Angennes                | Madeleine d'Angennes                |                   |                   |                        |                        |                        |                        |                        |                        |  |  |  |  |
|                                                        |                                                        |                                                        |                                                        |                                                        |                                                        |                                      |                                      |                                                           |                                                           |                                                           |                                                           | Henri de Savoie                                           | Henri de Savoie                                           | Henri de Savoie                                | Henri de Savoie                                | Henri de Savoie                                | Henri de Savoie                                |                                          |                                          | Marie (1625-1707)                             | Marie (1625-1707)                             | Marie (1625-1707)                             | Marie (1625-1707)                             | Marie (1625-1707)                             | Marie (1625-1707)                             |                                           |                                           | Louise (1626-1628)                           | Louise (1626-1628)                           | Louise (1626-1628)                           | Louise (1626-1628)                           | Louise (1626-1628)                           | Louise (1626-1628)                           |                                           |                                           | Charlotte-Louise (1644-1645)              | Charlotte-Louise (1644-1645)              | Charlotte-Louise (1644-1645) | Charlotte-Louise (1644-1645) | Charlotte-Louise (1644-1645)    | Charlotte-Louise (1644-1645)    |                                 |                                 | Jean-Louis Charles (1646-1694), prince souverain de Neufchâtel, duc de Longueville | Jean-Louis Charles (1646-1694), prince souverain de Neufchâtel, duc de Longueville | Jean-Louis Charles (1646-1694), prince souverain de Neufchâtel, duc de Longueville | Jean-Louis Charles (1646-1694), prince souverain de Neufchâtel, duc de Longueville | Jean-Louis Charles (1646-1694), prince souverain de Neufchâtel, duc de Longueville | Jean-Louis Charles (1646-1694), prince souverain de Neufchâtel, duc de Longueville |                            |                            | Marie-Gabrielle (1646-1650) | Marie-Gabrielle (1646-1650) | Marie-Gabrielle (1646-1650) | Marie-Gabrielle (1646-1650) | Marie-Gabrielle (1646-1650) | Marie-Gabrielle (1646-1650) |                         |                         | Charles-Paris (1649-1672), prince souverain de Neufchâtel, duc de Longueville | Charles-Paris (1649-1672), prince souverain de Neufchâtel, duc de Longueville | Charles-Paris (1649-1672), prince souverain de Neufchâtel, duc de Longueville | Charles-Paris (1649-1672), prince souverain de Neufchâtel, duc de Longueville | Charles-Paris (1649-1672), prince souverain de Neufchâtel, duc de Longueville | Charles-Paris (1649-1672), prince souverain de Neufchâtel, duc de Longueville |                                           |                                           | Madeleine d'Angennes                      | Madeleine d'Angennes                      | Madeleine d'Angennes                | Madeleine d'Angennes                | Madeleine d'Angennes                | Madeleine d'Angennes                |                   |                   |                        |                        |                        |                        |                        |                        |  |  |  |  |
|                                                        |                                                        |                                                        |                                                        |                                                        |                                                        |                                      |                                      |                                                           |                                                           |                                                           |                                                           |                                                           |                                                           |                                                |                                                |                                                |                                                |                                          |                                          |                                               |                                               |                                               |                                               |                                               |                                               |                                           |                                           |                                              |                                              |                                              |                                              |                                              |                                              |                                           |                                           |                                           |                                           |                              |                              |                                 |                                 |                                 |                                 |                                                                                    |                                                                                    |                                                                                    |                                                                                    |                                                                                    |                                                                                    |                            |                            |                             |                             |                             |                             |                             |                             |                         |                         |                                                                               |                                                                               |                                                                               |                                                                               |                                                                               |                                                                               |                                           |                                           |                                           |                                           |                                     |                                     |                                     |                                     |                   |                   |                        |                        |                        |                        |                        |                        |  |  |  |  |
|                                                        |                                                        |                                                        |                                                        |                                                        |                                                        |                                      |                                      |                                                           |                                                           |                                                           |                                                           |                                                           |                                                           |                                                |                                                |                                                |                                                |                                          |                                          |                                               |                                               |                                               |                                               |                                               |                                               |                                           |                                           |                                              |                                              |                                              |                                              |                                              |                                              |                                           |                                           |                                           |                                           |                              |                              |                                 |                                 |                                 |                                 |                                                                                    |                                                                                    |                                                                                    |                                                                                    |                                                                                    |                                                                                    |                            |                            |                             |                             |                             |                             |                             |                             |                         |                         |                                                                               |                                                                               |                                                                               |                                                                               | Charles-Louis (?-1688) (bâtard)                                               |                                                                               |                                           |                                           |                                           |                                           |                                     |                                     |                                     |                                     |                   |                   |                        |                        |                        |                        |                        |                        |  |  |  |  |

## Personnalités
La famille compte des chefs de guerre, des conseillers du roi ou encore des gouverneurs de province.
- Jeanne de Hochberg (1485/87-1543), fille et héritière unique de Philippe de Hochberg, comte de Neuchâtel en 1487 (il passe au service du roi de France et devient maréchal de Bourgogne après le rattachement du duché à la couronne), épouse de Louis Ier, comte puis duc de Longueville, gouverneur de Provence[2].
- Henri II d'Orléans-Longueville (1595-1663), duc de Longueville, pair de France, comte de Neuchâtel (1595), participe à la Fronde à la suite de quoi il est emprisonné (1650-1651)[3].